# Maria Granlund
Lena Marina Maria Ingegerd Granlund, född 9 april 1960 i Motala, är en svensk skådespelare, och mamma till Bollywood-skådespelerskan Elisabet Avramidou Granlund med artistnamnet Elli Avram.
Granlund är utbildad vid Vadstena folkhögskolas musiklinje 1976–1978 och Malmö scenskola 1978–1981. Hon har bland annat spelat Petra Ekdahl i Ingmar Bergmans Fanny och Alexander.

## Filmografi
- 1983 – Gråtvalsen
- 1983 – Fanny och Alexander
- 1986 – Den frusna leoparden

## Teater

### Roller (ej komplett)
| År   | Roll   | Produktion                                        | Regi           | Teater      |
| ---- | ------ | ------------------------------------------------- | -------------- | ----------- |
| 1984 | Audrey | En fasansfull affär Alan Menken och Howard Ashman | Bengt Blomgren | Riksteatern |